# Syzygospora mycetophila
Syzygospora mycetophila (Peck) Ginns, 1986 è un fungo parassita di un altro fungo, Gymnopus dryophilus.

## Descrizione
Corpo fruttiferogelatinoso, ceroso, cerebriforme, color giallo crema.
Spore6-9 x 1,5-2,3 µm, da ellissoidali a cilindriche.

## Nomi comuni
- (EN)  Collybia Jelly

## Sinonimi e binomi obsoleti
- Tremella mycetophila Peck, Rep. N.Y. St. Mus. nat. Hist. 28: 53 (1876)Homotypic synonyms:
- Carcinomyces mycetophilus (Peck) Oberw. & Bandoni, Nordic Jl Bot. 2(5): 509 (1982)
- Christiansenia mycetophila (Peck) Ginns & Sunhede, Bot. Notiser 131: 168 (1978)
- Exobasidium mycetophila (Peck) Burt, Bull. Torrey bot. Club 28: 53 (1901)